# Juan Vicente Lezcano
Juan Vicente Lezcano (* 5. April 1937 in Santísima Trinidad, Paraguay; † 6. Februar 2012) war ein paraguayischer Fußballspieler.

## Spielerlaufbahn

### Verein
Defensivakteur Lezcano, genannt „el Mariscal“, war der Sohn des paraguayischen Nationalspielers Juan Félix Lezcano und Bruder des ebenfalls in der Landesauswahl agierenden Claudio Lezcano. Er stand von 1954 bis 1961 in Reihen des paraguayischen Klubs Olimpia Asunción. Dort wurde er in den Jahren 1956, 1957, 1958, 1959 und 1960 fünfmal hintereinander Paraguayischer Meister. Anschließend wechselte er nach Montevideo und gehörte dort von 1961 bis 1967 dem Kader der in der Primera División spielenden Mannschaft Peñarols an. Auch dort gewann er in den Jahren 1961, 1962, 1964, 1965 und 1967 insgesamt fünfmal die uruguayische Landesmeisterschaft. 1961 siegte er mit seinem Verein zudem bei der seinerzeit noch als Copa Campeones de América bezeichneten Copa Libertadores. Damit war er der erste Paraguayer, der diese Trophäe gewann. Im Vorjahr war er noch mit seinem vorhergehenden Verein an seinem zukünftigen Arbeitgeber gescheitert, wobei Lezcano im Final-Hinspiel in der Startelf stand. In den Endspielen 1961 kam er jedoch nicht zum Einsatz. Als weiterer Titelgewinn des Jahres 1961 ist der Sieg im Weltpokal verzeichnet. Lezcano bestritt diese Partien aber nicht. 1962 erreichte er mit seinem Verein abermals die Finals der Copa Campeones de América, in denen der uruguayische Klub dem brasilianischen Vertreter FC Santos letztlich aber die Trophäe überlassen musste. Lezcano wirkte in allen drei Finalspielen mit. Erneut 1966 gelangten die Aurinegros in die Copa-Libertadores-Finalrunde und bezwangen dort River Plate aus Buenos Aires. Lezcano lief in allen drei Endspielen auf. In jenem Jahr wiederholte Peñarol auch den Weltpokal-Triumph. Bei der diesbezüglichen Ausspielung des Titels gegen Real Madrid wirkte Lezcano ebenfalls mit. 1968 und 1969 spielte er in Argentinien noch für Colón de Santa Fe. 1969 kehrte er für zwei Spielzeiten zum Club Olimpia zurück, bevor er bei seiner letzten Karrierestation Ríver Plate 1971 die Karriere beendete.

### Nationalmannschaft
Lezcano war auch Mitglied der A-Nationalmannschaft Paraguays, für die er an der Weltmeisterschaft 1958 teilnahm.

### Erfolge
- 2× Weltpokal: 1961, 1966
- 2× Copa Libertadores (Copa Campeones de América): 1961, 1966
- 5× Uruguayischer Meister: 1961, 1962, 1964, 1965, 1967
- 5× Paraguayischer Meister: 1956, 1957, 1958, 1959, 1960